# Giulio Magni
Giulio Magni (Velletri, 1º novembre 1859 – Roma, 16 febbraio 1930) è stato un architetto e critico d'arte italiano.

## Biografia

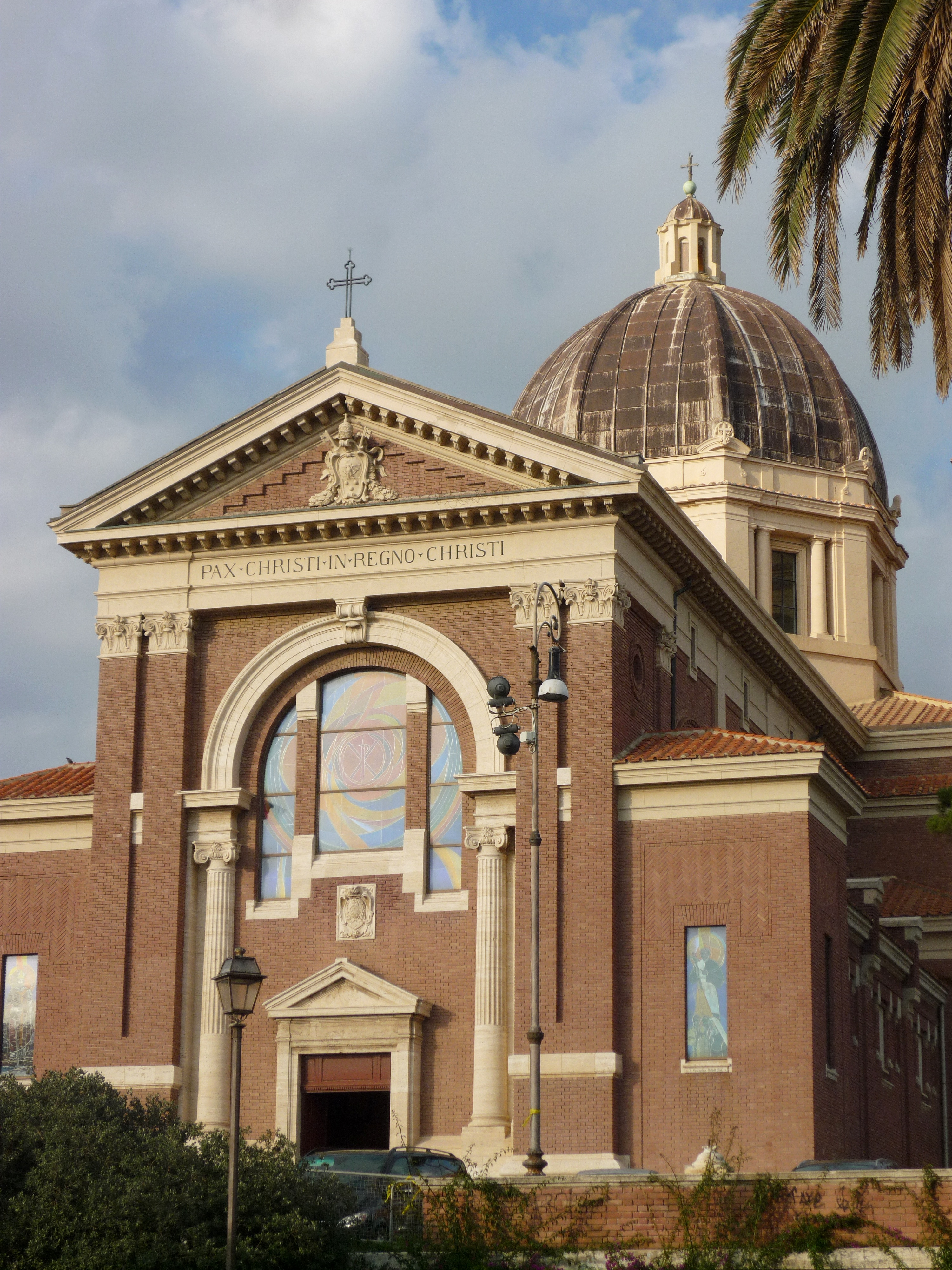
Ostia, Chiesa di Santa Maria Regina Pacis

Era figlio dello storico dell'arte Basilio Magni (1831-1925) e di Margherita Targhini, nipote dell'architetto Giuseppe Valadier. Trasferitosi a Roma in giovane età, si dedicò alla progettazione di abitazioni signorili e alla progettazione dei grandi lavori che si eseguivano alla fine del secolo XIX nella capitale (collaborazione con Giuseppe Sacconi alla costruzione del Vittoriano; progetto con Camillo Pistrucci per il Palazzo di Giustizia, ecc.; con Quadrio Pirani per il piano ICP di Testaccio). Prese parte attiva nella discussione di fine '800 sull'architettura. Nel 1890 fu tra i fondatori, con Pio Piacentini, Camillo Pistrucci, Ernesto Basile, Gaetano Koch, Giuseppe Sacconi, Raffaello Ojetti, dell'Associazione Artistica tra i Cultori di Architettura, della quale nel 1906 divenne presidente.

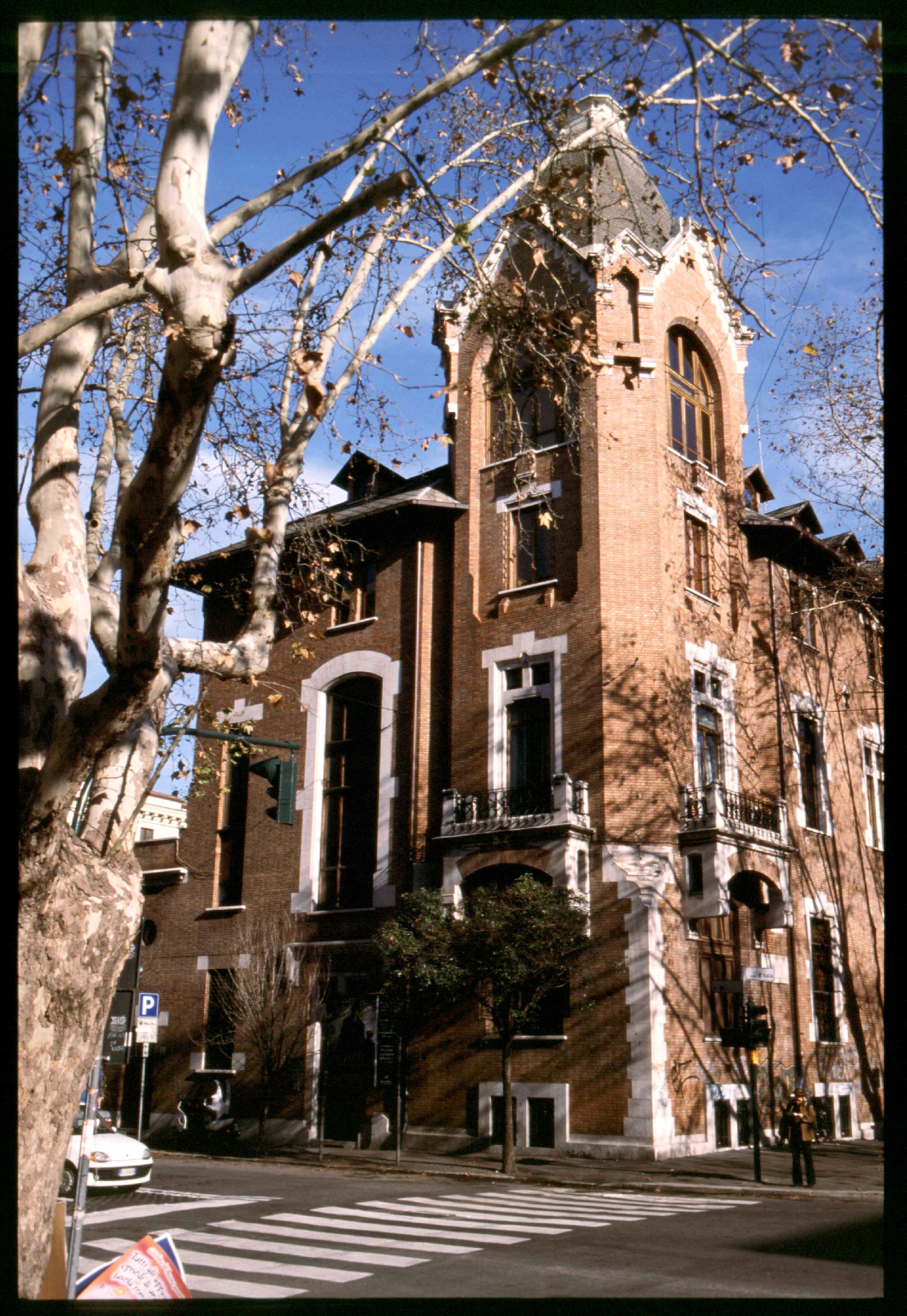
Giulio Magni, Villa Marignoli (1907)

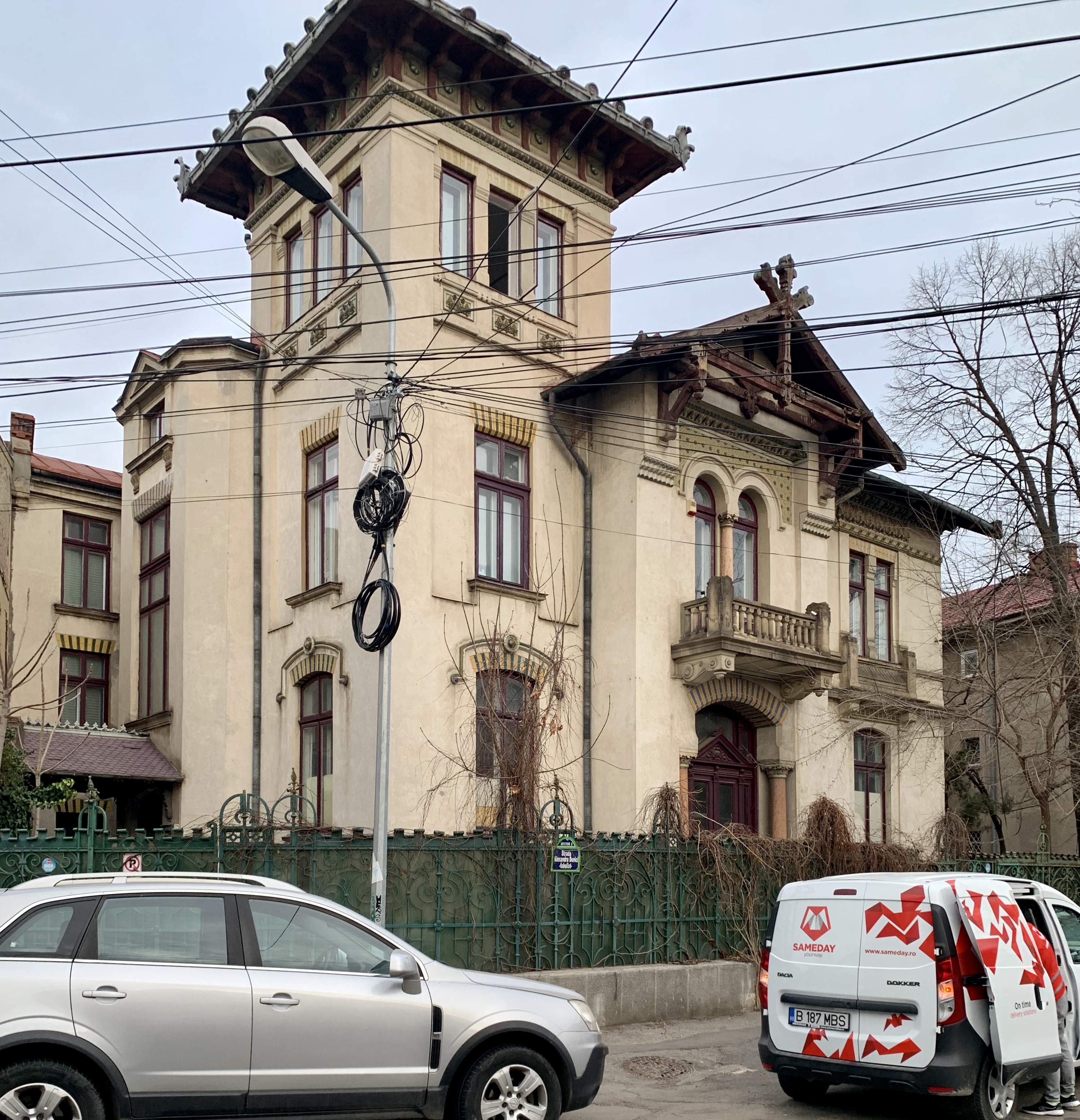
Giulio Magni, Casa dell'ingegnere Elie Radu a Bucarest

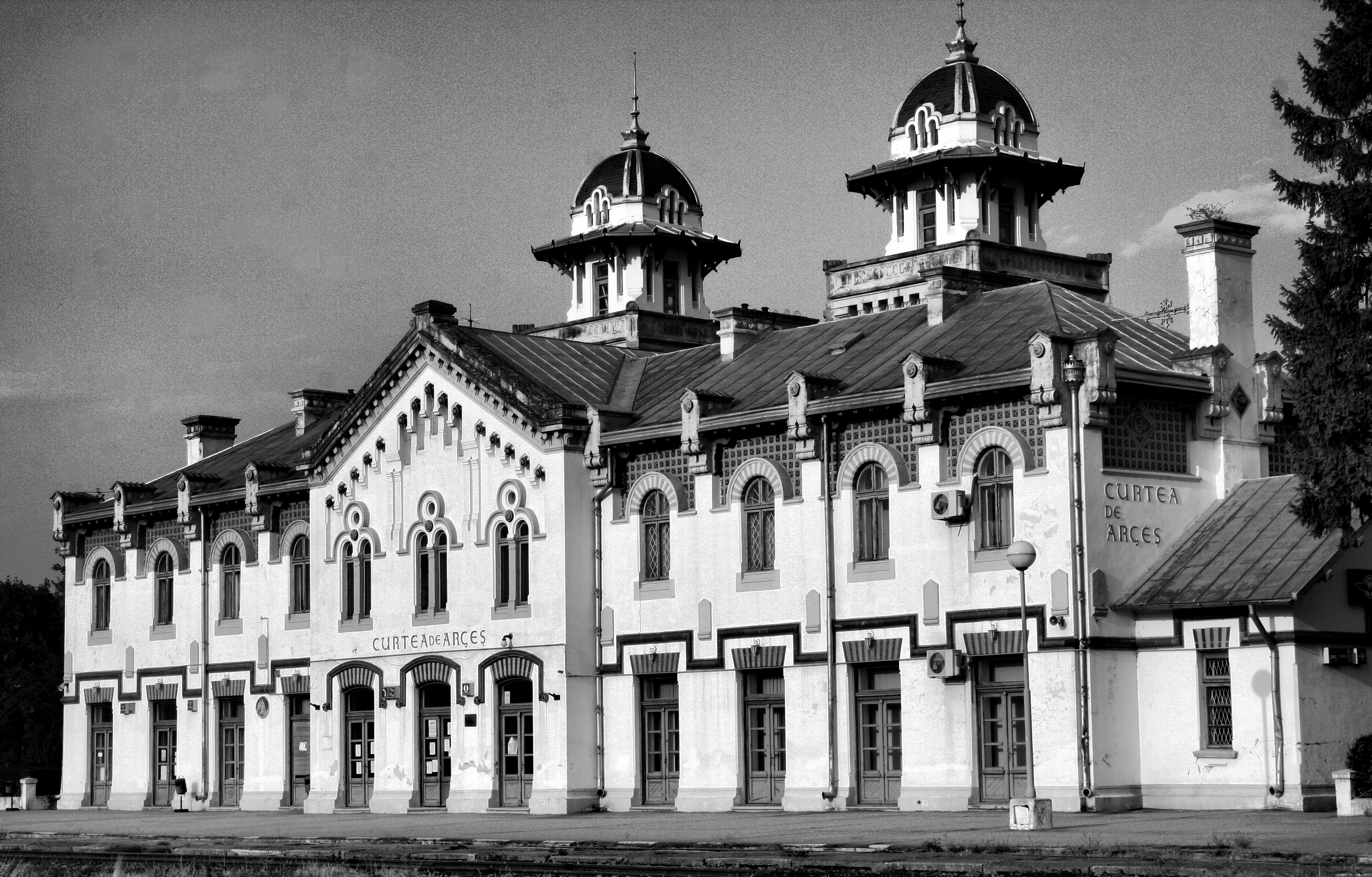
Giulio Magni, Stazione ferroviaria di Curtea de Argeș, Romania

Nel 1895 si trasferì in Romania, dove per un decennio fu tra gli architetti più attivi in opere pubbliche e private. Nel giovane regno, istituito nel 1881, e soprattutto nella capitale Bucarest, l'attività edilizia tra la fine del XIX e gli inizi del XX secolo era molto intensa e fondata su canoni architettonici, seguiti anche da artisti romeni come Ion Mincu, ispirati soprattutto al gusto eclettico di origine francese. I progetti di Giulio Magni in Romania riguardarono, oltre ad abitazioni civili di lusso (per esempio, villa Andronescu, abitazione Elie Radu), anche importanti opere pubbliche (per es. l'Hala Traian, un mercato coperto di Bucarest), molte delle quali sono andate perdute per le demolizioni di Ceaușescu negli anni ottanta. L'esperienza romena sarà visibile nelle successive opere progettate da Magni a Roma nei primi anni del '900.
Tornato a Roma nel 1904, oltre a numerose ville per l'alta borghesia (Villa Marignoli, Villa Almagià, Villino Pacelli), progettò i lotti fra il Lungotevere e via Zabaglia delle case popolari al Testaccio, la stazione di Velletri, la Chiesa di Santa Maria Regina Pacis a Ostia (1916), la Facoltà valdese di teologia a Roma (1921) e il Palazzo Marina, sede del Ministero della Marina (1912-1928). Si dedicò a scritti di storia dell'arte e fu autore fra l'altro di una nota opera sull'architettura e la scultura decorativa a Roma nell'età barocca in tre volumi.

## Scritti
- Giulio Magni, Il Barocco a Roma nell'architettura e nella scultura decorativa. 3 voll. (Vol. 1: Chiese; Vol. 2: Palazzi; Vol. 3: Fontane e ville). Torino: C. Crudo & C. Società italiana di edizioni artistiche, 1911-13.
- Giulio Magni, Per la costruzione del palazzo del Parlamento in Roma, proposta dell'architetto Giulio Magni, Roma: Tip. ed. Romana, 1905.